# Александар Књазев
Александар Књазев (Нижњи Новгород, 19. јул 1976) је руски кристалохемичар и физико-хемичар, професор Националног истраживачког Нижегородског државно универзитета Н. И. Лобачевски, вршилац дужности декана Хемијског факултета (од 27. маја 2016). Руководилац постдипломске истраживачке школе „Нови материјали на бази неорганских једињења”. Завршио је Хемијски факултет ННГУ (1998), кандидат хемијских наука (2000), доктор хемијских наука (2009), научно звање професора (2011).

## Биографија
Аутор је преко 200 чланака у централним академским и страним часописима, три главе у књигама и три приручника. Индекс Хирша је 13 (према Web of Science на период марта 2019 године). Заменик председника конференције RCCT-2015.

## Научни интереси
- Хемија кристала
- Хемијска термодинамика неорганских и органских једињења
- Радиохемија

## Чланство у водећим научним друштвима
- Председник научног савета хемијског факултета ННГУ
- Председник дисертационог савета Д 212.166.08
- Федерални експерт у научно-техничкој сфери
- Члан експертног савета Више оцењивачке комисије од 2014-2016. гг. (ВАК РФ)
- Научни секретер Секције у хемијској термодинамики и термохемији научног савета за физичку хемију РАН
- Члан научног савета НИИ химије при ННГУ

## Главе у књигама
1. Thorium: Chemical Properties, Uses and Environmental Effects. Глава: Knyazev A.V., Manyakina M.E. Thermophysical and Thermodynamic Properties of Oxygen-containing Compounds of Thorium. Издательство: New York. Nova Science Publishers. 2014.[4]
2. Apatite: Synthesis, Structural Characterization and Biomedical Applications. Глава: Bulanov Е.N., Knyazev A.V. High-temperature in situ XRD Investigations of Apa-tites. Structural Interpretation of Thermal Deformations. Издательство: New York. Nova Science Publishers. 2014.
3. Uranium: Sources, Exposure and Environmental Effects. Глава: Knyazev A.V., Manyakina M.E. Thermodynamic properties of uranium minerals. Издательство: New York. Nova Science Publishers. 2015.

## Основне публикације
1. Bulanov E.N., Wang J., Knyazev A.V., White T., Manyakina M.E., Baikie T., Lapshin A.N., Dong Z. Structure and thermal expansion of calcium-thorium apatite. // Inorganic Chemistry. 2015. V.54. Р. 11356-11361.
2. Knyazev A.V., Letyanina I.A., Plesovskikh A.S., Smirnova N.N., Knyazeva S.S. Thermodynamic properties of vitamin B2. // Thermochimica Acta. 2014. V.575. P.12-16.
3. Knyazev A.V., Smirnova N.N., Plesovskikh A.S., Shushunov A.N., Knyazeva S.S. Low-temperature heat capacity and thermodynamic functions of vitamin B12. // Thermochimica Acta. 2014. V.582. P.35-39.
4. Knyazev A.V., Smirnova N.N., Mączka M., Hermanowicz K., Knyazeva S.S., Letyanina I.A., Lelet M.I. Thermodynamic and spectroscopic properties of Co7/3Sb2/3O4. // Journal of Chemical Thermodynamics. 2014. V. 74. P. 201—208.
5. Knyazev A.V., Smirnova N.N., Manyakina M.E., Shushunov A.N. Low-temperature heat capacity and thermodynamic functions of KTh2(PO4)3. // Thermochimica Acta. 2014. V.584. P.67-71.
6. Knyazev A.V., Chernorukov N.G., Letyanina I.A., Zakharova Yu. A., Ladenkov I.V. Crystal structure and thermodynamic properties of dipotassium diiron(III) hexatitanium oxide. // Journal of Thermal Analysis and Calorimetry. 2013. V.112. P.991-996.
7. Bissengaliyeva M.R., Knyazev A.V., Bekturganov N.S., Gogol D.B., Taimassova Sh.T., Smolenkov Yu.Y., Tashuta G.N. Crystal structure and thermodynamic properties of barium-thulium bismuthate with perovskite structure. // Journal of the American Ceramic Society. 2013. V.96. Issue 6. P.1883-1890.
8. Knyazev A.V., Smirnova N.N., Mączka M., Knyazeva S.S., Letyanina I.A. Thermodynamic and spectroscopic properties of spinel with the formula Li4/3Ti5/3O4. // Thermochimica Acta. 2013. V.559. P.40-45.
9. Salomatina E.V., Bit’urin N.M., Gulenova M.V., Gracheva T.A., Drozdov M.N., Knyazev A.V., Kir’yanov K.V., Markin A.V., Smirnova L.A. Synthesis, structure, and properties of organic-inorganic (co)polymers containing poly(titanium oxide). // Journal of Materials Chemistry C. 2013. V. 1. P. 6375 — 6385.
10. Knyazev A.V., Mączka M., Ladenkov I.V., Bulanov E.N., Ptak M. Crystal structure, spectroscopy, and thermal expansion of compounds in MI2O-Al2O3-TiO2 system. // Journal of Solid State Chemistry. 2012. V. 196. P.110-118.
11. Mączka M., Knyazev A.V., Majchrowski A., Hanuza J., Kojima S. Temperature-dependent Raman scattering study of defect pyrochlores RbNbWO6 and CsTaWO6. // Journal of Physics: Condensed Matter. 2012. V.24. 195902. P.1-10.
12. Knyazev A.V., Chernorukov N.G., Bulanov E.N. Apatite-structured Compounds: Synthesis and High-temperature Investigation. // Materials Chemistry and Physics. 2012. V. 132. Issues 2-3. P.773-781.
13. Knyazev A.V., Kuznetsova N.Yu., Chernorukov N.G., Tananaev I.G. Physicochemical investigation and thermodynamics of oxides compounds of uranium and phase for immobilization of radionuclides. // Thermochimica Acta. 2012. V.532. P.127-133.
14. Knyazev A.V., Mączka M., Bulanov E.N., Ptak M., Belopolskaya S.S. High-temperature thermal and X-ray diffraction studies, and room-temperature spectroscopic investigation of some inorganic pigments. // Dyes and Pigments. 2011. V.91. P.286-293.
15. Mączka M., Knyazev A.V., Kuznetsova N.Yu., Ptak M., Macalik L. Raman and IR studies of TaWO5.5, ASbWO6 (A = K, Rb, Cs, Tl) and ASbWO6•H2O (A = H, NH4, Li, Na) pyrochlore oxides. // Journal of Raman Spectroscopy. 2011. V.42. P.529-533.